# ISO 10002
La norma ISO 10002 "Quality management -- Customer satisfaction -- Guidelines for complaints handling in organizations" in italiano "Gestione per la qualità - Soddisfazione del cliente - Linee guida per il trattamento dei reclami nelle organizzazioni", è una norma internazionale che fornisce indicazioni per il processo di trattamento dei reclami relativi a prodotti e servizi di un'organizzazione, comprendendo pianificazione, progettazione, funzionamento, manutenzione e miglioramento. Il processo di trattamento dei reclami può essere utilizzato come uno dei processi del sistema di gestione per la qualità. 
La norma non si applica alla risoluzione di controversie all'esterno dell’organizzazione o riguardanti il personale.
Può essere utilizzata da parte di organizzazioni di qualsiasi dimensione ed in tutti i settori.
È applicabile a organizzazioni pubbliche e private di qualsiasi dimensione, come per grandi multinazionali, organizzazioni governative, organizzazioni di tipo non-profit, micro e piccole imprese.

## Storia
La ISO 10002 è stata sviluppata dall'ISO/TC 176/SC 3 Supporting technologies, ed è stata pubblicata per la prima volta nel 2004. L'attuale versione è stata pubblicata a luglio 2014. in Italia è stata recepita a maggio 2015 come UNI ISO 10002.
L'ISO/TC 176/Sc 3 è stato costituito nell'anno 1989.

## Principali requisiti della norma
La ISO 10002 adotta uno schema in 5 capitoli nella seguente suddivisione:
- 1 Scopo
- 2 Norme di riferimento
- 3 Termini e definizioni
- 4 Principi guida
- 5 Struttura del trattamento dei reclami
- 6 Pianificazione e progettazione
- 7 Funzionamento del processo di trattamento reclami
- 8 Mantenimento e miglioramento

Appendici:
- A. Guida per le piccole imprese
- B. Modulo per la presentazione dei reclami
- C. Obiettività
- D. Modulo per dare seguito ai reclami
- E. Soluzioni
- F. Diagramma di flusso del processo di trattamento dei reclami
- G. Monitoraggio continuo
- H. Audit